# Rosario Prieto
Rosario de los Milagros Prieto Pérez (Cộng hòa Dominican, ngày 13 tháng 4 năm 1942), được biết đến nhiều hơn với cái tên Rosario Prieto, là một nữ diễn viên của truyền hình Venezuela , người đã nổi bật trong thể loại telenovela. Năm 76 tuổi, cô đặc biệt được tôn vinh vì vai diễn của cô trong telenovela Venevisión Amor secreto với tư cách là nhân vật Coromoto.

## Nghề nghiệp
Khi cô được một tuổi rưỡi, Rosario Prieto đến Venezuela cùng cha mẹ, là những người tị nạn chính trị. Mặc dù được sinh ra ở Cộng hòa Dominican, nữ diễn viên tự nhận mình là người Venezuela.
Jorge Citino là biên đạo múa của chương trình đó vào năm 1959 và, trong cuộc tìm kiếm gian khổ của mình cho tất cả các học viện của Venezuela để tìm một vũ công cổ điển, ông đã chọn Rosario Prieto là một phần của "El Show de Renny".
Một ngày nọ, khi Rosario Prieto đang nhảy trên sân khấu "El Show de Renny", cô đã gặp Chucho Sanoja, giám đốc của dàn nhạc RCTV. Cô yêu anh. Sau đó, cô bắt đầu khám phá thế giới ca hát, vì cô là một phần của dàn nhạc do chồng cô lãnh đạo và học với bậc thầy Eduardo Lanz.
Hai năm sau khi kết hôn, Rosario Prieto và chồng có cô con gái đầu lòng tên là María Eugenia Sanoja Prieto, và sau đó, hai người có ba con trai, nhưng đều đã chết.